# 1997年11月逝世人物列表
1997年逝世人物列表：1月 - 2月 - 3月 - 4月 - 5月 - 6月 - 7月 - 8月 - 9月 - 10月 - 11月 - 12月
1997年11月逝世人物列表，是用於匯總1997年11月期間逝世人物的列表。

## 依日期排序

### 1日
- 沃爾夫岡·阿貝爾（Wolfgang Abel），92歲，奧地利人類學家和納粹種族生物學家。[1]
- 喬恩-亨利·達姆斯基（Jon-Henri Damski），60歲，美國散文家、專欄作家、詩人和同性戀權利活動家，癌症。
- Serge Hutin，70歲，法國秘契和神秘学書籍作者。[2]
- 熱拉爾·萊加雷（Gérard Légaré），89歲，加拿大政治家。
- 羅傑·瑪律凱（Roger Marche），73歲，法國足球運動員。[3]
- 布魯諾·米肖，62歲，瑞士足球運動員和經理。[4]
- Victor Mills，100歲，美國寶潔公司的化學工程師。[5]
- 卡倫·羅傑斯（Cullen Rogers），76歲，美國橄欖球運動員。[6]

### 2日
- 肯·庫珀（Ken Cooper），74歲，美式橄欖球運動員和教練。[7]
- 埃德蒙·阿道夫·德·羅斯柴爾德（Edmond Adolphe de Rothschild），71歲，法裔瑞士銀行家，肺氣腫。[8]
- 艾雅·凱瑪，74歲，德裔美國佛教教師，乳腺癌。
- 羅伊·麥克米蘭，68歲，美國棒球運動員，教練和經理。[9]
- 海倫·史蒂文森·邁納（Helen Stevenson Meyner），68歲，美國政治家。[10]
- 毛拉納·哈比布拉·穆赫塔爾（Maulana Habibullah Mukhtar），53歲，巴基斯坦伊斯蘭學者和作家。
- 長嶺將真，90歲，日本空手道大師，市長和作家。
- Gerhard Neumann，80歲，德裔美國航空工程師，白血病。
- 托尼·諾維斯（Tony Novis），91歲，英國橄欖球運動員。
- 哈羅德·普蘭德利斯（Harold Plenderleith），99歲，蘇格蘭藝術保護員和考古学家。[11]
- Bernhard Plettner，82歲，德國工程師和經理。
- 卡森·史密斯（Carson Smith），66歲，美國爵士低音提琴手。[12]
- G. Harry Stine，69歲，美國作家和科幻小说作家，中風。

### 3日
- 沃利·布魯納（Wally Bruner），66歲，美國記者和電視節目主持人，肝癌患者。[13]
- 阿蒂利奧·康頓，95歲，義大利長跑運動員和奧運選手。[14]
- 安托萬·奎薩德（Antoine Cuissard），73歲，法國足球運動員和經理。[15]
- 弗拉基米爾·古利亞耶夫，73歲，蘇聯戲劇和電影演員。
- Ashot Navasardyan，47歲，亞美尼亞政治家和軍事指揮官，心臟病發作。
- Satyapramoda Tirtha，印度大師和哲學家。

### 4日
- 青田昇，72歲，日本棒球運動員，肺癌。[16]
- 喬治·錢伯斯，69歲，千里達及托巴哥總理。[17]
- René-Jean Clot，84歲，法國畫家和小說家。[18]
- 威爾弗雷德·庫茨，89歲，澳大利亞政治家。
- 約翰尼·迪克肖特，87歲，美國棒球運動員。[19]
- Ranesh Das Gupta，85歲，孟加拉國作家、記者和政治家。
- 理查·胡克（Richard Hooker），73歲，美國外科醫生和作家，白血病。[20]

### 5日
- 詹姆斯·羅伯特·貝克，50歲，美國小說家和編劇，窒息自殺。[21]
- Yemane Baria，48歲，厄利垂亞創作歌手。
- 以赛亚·伯林，88歲，英國社會和政治理論家、哲學家和歷史學家。[22]
- 路易絲·坎貝爾，86歲，美國女演員。[23]
- Camilla Cederna，86歲，義大利作家和編輯，癌症。[24]
- 彼得·傑克遜，33歲，澳大利亞橄欖球聯盟足球運動員，吸毒過量。
- 喬治·菲力浦·布蘭得利·羅伯茨（George Philip Bradley Roberts），91歲，英國陸軍軍官。
- William C. Watson，59歲，美國演員。

### 6日
- 路易吉·坎通，80 歲，義大利擊劍運動員和奧運冠軍。[25]
- Norbert Carbonnaux，79 歲，法國電影導演和編劇。[26]
- Ray Daniel，69 歲，威爾士足球運動員和經理。[27]
- 賈漢吉爾·福魯哈爾，81 歲，伊朗演員。
- 萊昂·福雷斯特，60 歲，美國小說家。[28]
- Annie Llewelyn-Davies，Hastoe 的 Llewelyn-Davies 男爵夫人，82 歲，英國政治家和同儕，腦血管疾病，支氣管肺炎。[29]
- 安妮·斯泰恩·英格斯塔德（Anne Stine Ingstad），79歲，挪威考古學家。[30]
- 莉蓮·羅傑斯·帕克斯（Lillian Rogers Parks），100歲，美國白宮女傭和裁縫。[31]
- 約瑟夫·皮珀 （Josef Pieper），93 歲，德國天主教哲學家。[32]
- Epic Soundtracks，38 歲，英國音樂家，吸毒過量。[33]
- Jane Thurgood-Dove，34 歲，澳大利亞謀殺案受害者，被槍殺。[34]

### 7日
- 勞埃德·漢密爾頓·唐奈 （Lloyd Hamilton Donnell），102 歲，美國機械工程師。
- 克萊德·吉爾摩，85 歲，加拿大廣播員和記者
- 瑪格麗特·哈肖 （Margaret Harshaw），88 歲，美國歌劇演唱家和聲樂教師。[35]
- Bae Hee-han，90 歲，韓國木匠大師
- 拉斐爾·埃爾南德斯 （Rafael Hernández），69 歲，西班牙電影演員。
- Mitchell P. Kobelinski，69 歲，美國銀行家和律師。[36]
- Paul Ricard，88 歲，法國實業家，保樂力加的創始人。[37]

### 8日
- 亨利·布蘭德（Henry Bland），87歲，澳大利亞公務員。[25]
- 林正英，44歲，香港特技演員和演員，肝癌。[26]
- Prosper Depredomme，79歲，比利時賽車手。[27]
- 穆罕默德-阿裡·賈瑪律扎德（Mohammad-Ali Jamalzadeh），102歲，伊朗作家。[28]
- 羅伯特·約翰·克爾，北愛爾蘭忠誠者，蒸汽爆炸。[29]
- 費迪爾·梅德維德，54歲，烏克蘭和蘇聯足球運動員。
- 邁克爾·沃德，88歲，英國演員。

### 9日
- Paul Haghedooren，38歲，比利時自行車手，心臟病發作。[30]
- 卡爾·古斯塔夫·亨佩爾（Carl Gustav Hempel），92歲，德國作家和哲學家，肺炎。[31]
- 希倫尼奧·靴利拿（Helenio Herrera），87歲，法裔阿根廷足球運動員和經理。[32]
- 倫納德·馬修斯（Leonard Matthews），83歲，英國出版商和編輯[33]
- 喬·羅西薩諾（Joe Roccisano），58歲，美國爵士薩氏管演奏家和編曲家。
- 穆迪·薩諾（Moody Sarno），83歲，美式橄欖球運動員和教練。
- 塞西爾·史密斯，89歲，加拿大花樣滑冰運動員。[34]
- 吳秀全，89歲，中國共产主义革命家、軍官和外交官。

### 10日
- 勞埃德·卡德威爾（Lloyd Cardwell），84歲，美式橄欖球運動員和教練。[35]
- Leon W. Johnson，93歲，美國空軍上將，呼吸道感染。[36]
- Ave Ninchi，82歲，義大利女演員。[37]
- Tommy Tedesco，67歲，美國吉他手和錄音室音樂家，肺癌。[38]
- 安妮·道奇·瓦內卡（Annie Dodge Wauneka），87歲，美國納瓦霍人活動家。[39]

### 11日
- 威廉·艾蘭德，81歲，美國電影製片人（黑湖妖潭、來自外太空）和演員（公民凯恩），患有心臟病併發症。[40]
- Max Bangerter，86歲，瑞士體操運動員和奧運選手。
- Shake Keane，70歲，文森特爵士音樂家和詩人，患有胃癌。
- Lucien Xavier Michel-Andrianarahinjaka，67歲，馬達加斯加作家，詩人和政治家。
- 罗德·米尔本，47歲，美國運動員，工傷事故。[41]
- 金塔拉斯·拉莫納斯（Gintaras Ramonas），35歲，立陶宛政治家。
- 梅納海姆·馬克斯·希弗（Menahem Max Schiffer），86歲，德裔美國數學家。[42]

### 12日
- 盧克·布朗，62歲，美國職業摔跤手，被稱為盧克“大男孩”布朗，中風。
- 阿爾貝托·卡瓦隆，59歲，義大利電影導演和編劇。[43]
- 張雨生，31歲，臺灣歌手、詞曲作者和音樂製作人。
- 詹姆斯·勞克林（James Laughlin），83歲，美國詩人和文學書籍出版商，中風后併發症。[44]
- 威廉·馬修斯，55歲，美國詩人和散文家。[45]
- Rainer Ptacek，46歲，美國吉他手和創作歌手，腦瘤。[46]
- Carola Standertskjöld，56歲，芬蘭爵士樂和流行歌手，阿爾茨海默病。
- 卡洛斯·蘇里納赫（Carlos Surinach），82歲，西班牙裔美國作曲家。[47]
- 桑多爾·薩博，82歲，匈牙利演員。[48]
- 瑪麗亞·馮·瑪律讚（Maria von Maltzan），88歲，德國貴族和二戰期間的抵抗運動成員。[49]
- 霍華德·韋斯（Howard Weiss），80歲，美國橄欖球運動員。

### 13日
- 安德列·布庫雷奇利耶夫，72歲，保加利亞裔法國作曲家。[50]
- 亚历山德鲁·伯尔勒迪亚努（Alexandru Bârlădeanu），86歲，羅馬尼亞马克思主义政治经济学家。
- 比爾·康羅伊，82歲，美國棒球運動員。[51]
- 雅姆·库泰（James Couttet），76歲，法國高山滑雪運動員、跳臺滑雪運動員和奧運選手。[52]
- 迪特裡希·羅曼（Dietrich Lohmann），54歲，德國攝影指導，白血病。[53]
- Onzy Matthews，67歲，美國爵士音樂家和演員，心力衰竭。
- P. Ravindran，74歲，印度政治家。
- Larry Shinoda，67歲，美國汽車設計師，腎功能衰竭。
- 莫薩克，63歲，美國棒球運動員。[54]

### 14日
- 克努德·安德森，75歲，丹麥自行車手和奧運選手。[55]
- 埃迪·阿卡羅（Eddie Arcaro），81歲，美國騎師，肝癌。[56]
- 阿爾巴·德·塞斯佩德斯，86歲，古巴裔義大利作家。[57]
- 喬爾·李·布倫納（Joel Lee Brenner），85歲，美國數學家。[58]
- Stefan Lorant，96歲，匈牙利裔美國電影製片人、攝影記者和作家。[59]
- 傑克·皮吉斯吉爾，92歲，加拿大公務員和政治家。[60]
- 齋藤清（Kiyoshi Saitō），90 歲，日本版畫家。[61]
- N. V. N. Somu，60歲，印度政治家，直升機墜毀。

### 15日
- 亞倫·布朗（Aaron Brown），53歲，美式橄欖球運動員，交通事故。[62]
- 索爾·卓別林（Saul Chaplin），85歲，美國作曲家和音樂總監，因跌倒而併發症。[63]
- 阿爾夫·戴，90歲，威爾士職業足球運動員。[64]
- Coen van Vrijberghe de Coningh，47歲，荷蘭演員、音樂家、作曲家和電視節目主持人，心臟病發作。[65]
- 沃倫·道格拉斯（Warren Douglas），86歲，美國演員和編劇，心力衰竭。[66]
- 吉姆·凱普納（Jim Kepner），74歲，美國記者、作家、檔案管理員和同性戀權利活動家。[67]
- Elizza La Porta，95歲，羅馬尼亞裔美國電影女演員。
- 道格拉斯·麥克亞瑟二世，88歲，美國外交官。[68]
- 弗拉基米爾·文格羅夫，77歲，蘇聯和俄羅斯電影導演。[69]
- 南多爾·瓦格納（Nándor Wagner），75歲，匈牙利藝術家和雕塑家。

### 16日
- Albert L. Ireland，79 歲，美國海軍陸戰隊中士，九顆紫心勳章獲得者。
- 何塞·貝赫拉，73 歲，法國賽車手和拉力賽車手。
- 米奇船長，62 歲，美國唱片騎師和配音演員，白血病。
- Brigitte Groh，31 歲，德國花樣滑冰運動員。[83]
- 喬治·馬凱斯（Georges Marchais），77歲，法國政治家，心臟病發作。[84]
- 拉斯·邁耶（Russ Meyer），74歲，美國棒球運動員。[85]
- Padmapriya，印度女演員。
- George O. Petrie，85 歲，美國廣播電視演員，淋巴瘤。[86]
- 亞倫·約翰·夏普 （Aaron John Sharp），93 歲，美國植物學家和苔蘚學家。[87]
- 羅伊·謝菲爾德，90 歲，英國板球運動員。[88]
- 羅伯特·湯普森 （Robert N. Thompson），83 歲，加拿大政治家和脊椎按摩師。

### 17日
- 理查·薩姆納·考恩（Richard Sumner Cowan），76歲，美國植物學家，腦外傷。[70]
- Gert Günther Hoffmann，68歲，德國演員和導演。[71]
- 大衛·伊格納托，83歲，美國詩人。[72]
- 威爾弗雷德·約瑟夫斯（Wilfred Josephs），70歲，英國作曲家。[73]
- 埃德溫·曼斯菲爾德（Edwin Mansfield），67歲，美國學者，癌症。[74]
- 奧蘭多·里貝羅，86歲，葡萄牙地理學家和歷史學家。[75]
- 約翰·溫伯（John Wimber），63歲，美國基督教領袖、神秘主義者和音樂家，腦出血。[76]
- 米利奇·恰佩克（Milič Čapek），88歲，捷克裔美國哲學家。[77]

### 18日
- 約翰·伯德，71歲，英國政治家。
- Jean Conan Doyle，84歲，英國皇家空軍軍官，帕金森病。
- 平塚運一，102歲，日本版画家。[78]
- 弗雷德里克·霍恩（Fredrik Horn），81歲，挪威足球運動員。[79]
- 斯坦尼斯拉夫·拉波特克，86歲，斯洛維尼亞裔澳大利亞藝術家。[80]
- 羅伯特·范德普特，89歲，比利時經濟學家、公務員和政治家。
- 霍伊塞·韋瑟德，96歲，英國高爾夫球手。[81]

### 19日
- 瑪麗·伯恩海姆，95歲，英國生物化學家。[82]
- 查爾斯·德·格拉夫特·迪克森（Charles de Graft Dickson），84歲，迦納教育家和政治家。
- Gwendolyn Wilson Fowler，89歲，美國藥劑師。
- Yosef Rom，65歲，以色列工程師和政治家。
- 阿爾弗雷德·魯姆（Alfred Roome），88歲，英國電影剪輯師。[83]
- 謝爾·舒-安德列森，57歲，挪威足球運動員和經理，白血病。

### 20日
- Asbjørn Aavik，94歲，挪威信義宗傳教士和作家。
- 拉裡·法拉利，65歲，美國管風琴家，白血病。
- 迪克·利特菲爾德，71歲，美國棒球運動員。[84]
- 羅伯特·帕爾默，52歲，美國作家、音樂家和藍調製作人，患有肝病。[85]

### 21日
- Bill Boyd，91歲，美國撲克玩家。
- 伊斯梅爾·法赫米，75歲，埃及外交官和政治家。
- 哈羅德·傑寧（Harold Geneen），87歲，美國商人。[86]
- 朱利安·傑恩斯（Julian Jaynes），77歲，美國心理學家。
- 格雷森·柯克（Grayson L. Kirk），94歲，美國政治學家。[87]
- 傑克·珀維斯，60歲，英國演員（星際大戰、时光大盗、妙想天开）。
- 羅伯特·辛普森，76歲，英國作曲家。[88]

### 22日
- 羅傑·布朗（Roger Brown），55歲，美國藝術家和畫家。[89]
- 邁克爾·哈欽斯，37歲，澳大利亞音樂家（INXS），上吊自殺。[90]
- 喬安娜·摩爾，63歲，美國影視女演員，肺癌。[91]
- Kalki Sadasivam，95歲，印度自由鬥士、歌手、記者和電影製片人。

### 23日
- 胡爾達·克魯克斯，101歲，美國登山家。[92]
- 亨利·威爾遜，81歲，蘇格蘭律師和政治家。
- 羅伯特·路易斯，88歲，美國演員、導演和作家，心力衰竭。[93]
- Irene E. Ryan，88歲，美國地質學家、飛行員和立法者。
- Ivan Ðurić，50歲，塞爾維亞作家、教授、歷史學家和政治家，自殺。[94]

### 24日
- 芭芭拉，67歲，法國歌手，呼吸系統疾病。[95]
- 豪爾赫·馬斯·卡諾薩（Jorge Mas Canosa），58歲，古巴裔美國移民和反卡斯特羅說客，肺癌。[96]
- Maurits Gysseling，78歲，比利時語言學家。[97]
- Bill Lawrie，63歲，澳大利亞賽車手。[98]
- 約翰·索平卡（John Sopinka），64歲，烏克蘭裔加拿大律師和法官。
- 艾拉·沃爾弗特（Ira Wolfert），89歲，美國普利策獎得主、戰地記者和作家。[99]

### 25日
- 黑斯廷斯·班達，99歲，马拉维总统（1966—1994年）。[100]
- Cathee Dahmen，52歲，美國模特，慢性阻塞性肺病。
- 詹姆斯·埃利斯（James H. Ellis），73歲，英國工程師和密碼學家。
- 尤斯塔斯·范寧，82歲，南非網球運動員。
- 查理斯·哈拉漢，54歲，美國演員（突變第三型、神探亨特、天崩地裂），心臟病發作。[101]
- Viorel Mateianu，59歲，羅馬尼亞足球運動員和教練。[102]
- Stephen L.R. McNichols，83歲，美國政治家，心力衰竭。
- 埃爾莫爾·莫根塔勒，75歲，美國籃球運動員，肺炎。[103]
- M. Prabhakar Reddy，印度電影演員。
- 芬頓·羅賓遜，62歲，美國藍調歌手，腦瘤。[104]
- 喬恩·西爾金（Jon Silkin），66歲，英國詩人。[105]

### 26日
- 魯道夫·布塞（Rudolf Buhse），92歲，德意志國防軍軍官和聯邦國防軍將軍。
- Erna Fentsch，88歲，德國女演員和編劇。[106]
- 瑪格麗特·亨利（Marguerite Henry），95歲，美國兒童作家。[107]
- Werner Höfer，84歲，德國記者。[108]

### 27日
- David D Barron，33歲，墨西哥幫派成員，友軍開火。
- Jules Henriet，79歲，比利時足球運動員。[109]
- 愛德華多·金曼，84歲，厄瓜多藝術家。[110]
- 瑪律科姆·諾爾斯（Malcolm Knowles），84歲，美國成人教育家，中風。[111]
- 埃里克·莱思韦特（Eric Laithwaite），76歲，英國電氣工程師。
- 巴克·倫納德，90歲，美國棒球運動員。[112]
- 羅納德·馬特蘭（Ronald Martland），90歲，加拿大律師和法官。
- Gull-Maj Norin，84 歲，丹麥女演員。
- 伊夫·普雷沃斯特（Yves Prévost），89歲，加拿大政治家。
- 布蘭科·魯日奇，78歲，克羅埃西亞畫家和雕塑家。
- Merike Talve，40歲，加拿大策展人、藝術家和作家，乳癌。[113]

### 28日
- Qemal Butka，阿爾巴尼亞建築師、畫家和政治家。
- Wallace H. Clark， Jr.，美國皮膚科醫生和病理學家，動脈瘤破裂。[114]
- 湯姆·埃文森，87歲，英國長跑運動員和奧運選手。[115]
- 喬治·馬歇爾，77歲，法國演員。[116]
- 光田健，95歲，日本電影演員，中風。
- William “Smitty” Smith，53歲，加拿大鍵盤手和會議音樂家。

### 29日
- 歐內斯特·詹森（Ernest Johnson），85歲，英國場地自行車運動員和奧運選手。[117]
- 伊莎貝爾·凱利（Isabelle M. Kelley），80歲，美國社會工作者。
- 阿卜杜勒·拉蒂夫（Abdul Latif），46歲，印度罪犯，被槍殺。
- Ada Leonard，82歲，美國樂隊領隊。[118]
- 海基·薩沃萊寧，90歲，芬蘭藝術體操運動員。[119]
- 喬治·索德因德·索維米莫，77歲，奈及利亞法學家和首席大法官。
- Coleman Young，79歲，美國政治家，肺氣腫。[120]

### 30日
- 凱西·阿克爾，50 歲，美國實驗小說家、劇作家和散文家，癌症。[140]
- 格林·迪爾曼（Glyn Dearman），57歲，英國演員，跌倒。[141]
- 瑪麗·弗格森 （Mary Fergusson），83 歲，英國土木工程師。
- 凱·格林，70 歲，威爾士板球運動員。
- Karl Kowanz，71 歲，奧地利足球運動員和教練。[142]
- Sami Al Lenqawi，25 歲，科威特足球運動員。
- 阿爾弗雷德·奈斯 （Alfred Næss），70 歲，挪威劇作家和詞曲作者。
- Leo Edward O'Neil，69 歲，美國羅馬天主教會主教，多發性骨髓瘤。[143]
- 弗朗索瓦絲·普雷沃斯特 （Françoise Prévost），67 歲，法國女演員、記者和作家，患有乳腺癌。[144]
- Shamo Quaye，26 歲，迦納足球運動員。[145]
- Božena Srncová，72 歲，捷克體操運動員和奧運選手。[146]
- Bernardo Élis，82 歲，巴西律師、教授、詩人和作家。